# TATA-бокс
TATA-бокс (бокс Гольдштейна-Гоґнесса) — послідовність промоторної ділянки більшості (але не всіх) генів еукароіот та архебактерій. Зазвичай розташована у позиції −25 відносно точки початку транскрпипції. До TATA-боксу приєднуються загальні фактори транскрпиції, таким чином він бере участь у визначенні місця та частково напрямку транскрипції. Аналогічна за функціями ділянка у бактерій називається бокс Прибнова.

## Історія дослідження
TATA-бокс був відкритий 1979 року Гоґнессом при порівнянні 5'-фланукючих послідовностей білок-кодуючих генів дрозофіли, ссавців та вірусів еукаріот. Майже у всіх генів, що транскрибуються РНК-полімеразою II, була виявлена послідовність TATAAA у положенні 25—30 нуклеотидів до точки початку транскрипції. TATA-бокс також був виявлений у Saccharomyces cerevisiae, проте у положенні −40 — −120.
Із розвитком методів трансфекції та in vitro транскрипції вдалось встановити, що мутації в цій послідовності зазвичай призводять до зменшення або повного зникнення активності промотора. У тих випадках коли активність залишалась, зазвичай спостерігалось зміщення точки початку транскрипції.

## Поширення
Перші уявлення про те, що TATA-бокс може бути строго консервативною послідовністю, необхідною для ініціації транскрипції у всіх еукаріот, не знайшли підтвердження, оскільки було виявлено багато генів позбавлених його. Різні аналізи геному дрозофіли показали, що консенсусну послідовність TATAAA або послідовність із зміною одного нуклеотиду містять від 33 % до 43 % промоторів. В людини 32 % із 1031 потенційного промотора містили TATA-бокс.
Принаймні у деяких генах ТАТА-бокс був виявлений у всіх досліджених тварин, рослин та грибів, а також багатьох архей. Позбавлені такої послідовності деякі древні паразитичні найпростіші.

## Функціонування
Консенсус послідовність TATA-боксу: 5'-ТАТА(А/T)А(А/T)-3'. Він розпізнається білком TBP (англ. TATA-binding protein), який входить до складу загального фактора транскрипції TFIID (транскрипційний фактор D для РНК-полімерази II). Крім TBP TFIID містить також близько TBP-асоційованих факторів (англ. TBP-associated factors, TAFs).
TBP — один із найдревніших і найважливіших транскприпційних факторів, він дуже мало змінився впродовж еволюції. ДНК-зв'язуюча ділянка цього білка має форму сідла, кожна половина представлена 5-ланцюговою антипаралельною β-структурою. Вісім із десяти β-ланцюгів завдяки гідрофобним взаємодіям зв'язуються із малим жолобком подвійної спіралі ДНК. Приєднання TBP до ДНК викликає її деформацію і згинання, що сприяє розходженню двох її ланцюгів. Розходження також полегшується тим, що TATA-бокс майже завжди складається тільки із пар нуклеотдиів А-Т, між якими утворюється тільки два водневі зв'язки, на противагу Г-Ц парам, азотисті основи в яких сполучені трьома зв'язками. Деформація ДНК і розходження її ланцюгів слугує «позначкою» активного промотора і сприяє приєднанню інших факторів транскрипції.